# Propacetamol
Propacetamol ist ein Arzneistoff aus der Gruppe der Schmerzmittel vom Nichtopioid-Typ (Nichtopioid-Analgetika). Chemisch handelt es sich um einen Ester aus dem Arzneistoff Paracetamol und der Carbonsäure Diethylglycin.

Die Wirksubstanz Paracetamol ist bei den im Körperinneren vorherrschenden physiologischen pH-Werten kaum löslich. Durch Veresterung mit Diethylglycin und anschließender Salzbildung entsteht die wasserlösliche Verbindung Propacetamolhydrochlorid, die die Herstellung einer Infusionslösung für die parenterale (intravenöse) Gabe ermöglicht. Propacetamol selbst ist pharmakologisch unwirksam und fungiert als ein Prodrug, das im Blut schnell zum pharmakologisch wirksamen Paracetamol (und zum wirkungslosen Diethylglycin) hydrolysiert wird. 2 g Propacetamol entsprechen dabei 1 g Paracetamol.
Im Vergleich zur oralen oder rektalen Gabe von Paracetamol bewirkt die Infusion von Propacetamol eine schnellere Analgesie. So tritt eine Schmerzlinderung innerhalb von 5–10 Minuten nach Behandlungsbeginn ein. Der stärkste analgetische Effekt wird innerhalb 1 Stunde erreicht und hält normalerweise 4–6 Stunden an. Die Propacetamol-Infusion senkt Fieber innerhalb von 30 Minuten nach Behandlungsbeginn; dieser antipyretische Effekt hält mindestens 6 Stunden an.

## Nebenwirkungen
Teils lokale Reizungen an der Injektionsstelle.

## Synthese
Die Synthese ausgehend von 4-Hydroxyacetanilid ist in der Literatur beschrieben.